# كاهريز (مقاطعة اشتهارد)
كاهريز (بالإنجليزية: Mazraeh-ye Yengi Kahriz)‏ هي مستوطنة تقع في قسم بلنغ آباد الريفي (مقاطعة اشتهارد) في إيران.